# Hassen Moussa
Hassen Moussa (ar. حسن موسى ;ur. 14 stycznia 1973) – tunezyjski judoka. Dwukrotny olimpijczyk. Zajął 21. miejsce w Atlancie 1996 i dziewiąte w Sydney 2000. Walczył w wadze lekkiej.
Uczestniczk mistrzostw świata w 1999. Startował w Pucharze Świata w latach 1995-2001 i 2003. Srebrny medalista igrzysk frankofońskich w 1994. Wygrał igrzyska afrykańskie w 1995 i 1999. Czterokrotny medalista mistrzostw Afryki w latach 1998 - 2002.

## Letnie Igrzyska Olimpijskie 1996
| Konkurencja | Eliminacje                | Klas. końcowa |
| Konkurencja | Przeciwnik I              | Miejsce       |
| ----------- | ------------------------- | ------------- |
| 71 kg       | Andrey Shturbabin (UZB) P | 21.           |

## Letnie Igrzyska Olimpijskie 2000
| Konkurencja | Eliminacje             | Eliminacje                 | Repasaże                    | Repasaże                   | Klas. końcowa |
| Konkurencja | Przeciwnik I           | Przeciwnik II              | Przeciwnik I                | Przeciwnik II              | Miejsce       |
| ----------- | ---------------------- | -------------------------- | --------------------------- | -------------------------- | ------------- |
| 73 kg       | Martin Schmidt (GER) Z | Giuseppe Maddaloni (ITA) P | Travolta Waterhouse (SAM) Z | Vsevolods Zeļonijs (LAT) P | 9.            |